# Нимруз
Нимруз е провинция в югозападен Афганистан с площ 41 005 км² и население 149 000 души (2002). Административен център е град Заран.

## Административно деление
Провинцията се поделя на 5 общини.